# The Darkness (banda)
The Darkness es una banda de hard rock formada en Reino Unido por los hermanos Justin Hawkins (guitarra y voz) y Dan Hawkins (guitarra) para después unirse a la banda sus compañeros Frankie Poullain (bajo) y Rufus Tiger Taylor (batería).
En 2001 firmaron con la discográfica Atlantic Records en la cual lanzaron su primer sencillo «Get Your Hands Off My Woman» y el exitoso «I Believe in a Thing Called Love» que alcanzó el número uno de las listas de ventas del Reino Unido y su primer álbum Permission to Land logró vender hasta cuatro millones de copias mundiales. Después lanzaron su segundo álbum de estudio One Way Ticket to Hell... And Back el cual les dio disco de oro en el Reino Unido y aunado el exitoso sencillo «One Way Ticket» con gran desempeño comercial, Cabe mencionar que la banda ha ganado tres Brit Awards en 2004, incluyendo Mejor Banda, Mejor Grupo de Rock y Mejor Álbum.
Después de todo ese éxito mediático, en 2005 el bajista Frankie Poullain abandonó el grupo por diferencias musicales, siendo sustituido por Richie Edwards que dejó la banda tiempo después y octubre de 2006 Justin Hawkins, compositor, guitarrista y cantante, anuncia que abandona el grupo para poder comenzar con un completo tratamiento contra su adicción a las drogas, lo cual provocó que la banda tomará un descanso de seis años.
Influenciados ya anteriormente por bandas hard rock y Glam Rock de los años 1970 como David Bowie, AC/DC, Queen y Led Zeppelin, la banda dio su reencuentro en 2012 para lanzar su tercer álbum de estudio Hot Cakes, volvieron a los escenarios con conciertos de apertura en The Born This Way Ball World Tour gira mundial de Lady Gaga.

## Trayectoria
Su disco de debut, Permission to land (2003) ha vendido más de 4 millones de copias en todo el mundo. Se dieron a conocer tras una serie de conciertos en Londres. Sus recientes actuaciones en los festivales de Glastonbury y Reading fueron las más comentadas de este año.
Influenciado por los grandes del rock, The Darkness demuestra con su primer álbum que el clásico formato de guitarra, bajo y batería (y un cantante espectacular como no se ha visto hace tiempo) sigue siendo capaz de emocionarnos, hacernos saltar, vibrar y confiar en el rock & roll como la música más vitalista de todas. Canciones como el primer sencillo Growing on me, I believe in a thing called love o Get your hands off my woman que entre muchas otras confirman el enorme potencial de esta banda que recupera el espíritu del mejor rock de los 70 y 80; tienen un estilo único, sus canciones son todas himnos potenciales y resulta muy difícil no corearlas al oírlas. La esencia de grandes bandas roqueras es capturada en las canciones del grupo, pero ellos entregan su música con una convincente arrogancia y un toque de ironía postmoderna.
Su sonido está enormemente influenciado por el rock clásico de los 70 y los 80, pero funciona porque lo hacen con una producción del siglo XXI, porque nadie más ha sonado así durante mucho tiempo y porque lo hacen así sin ningún tipo de vergüenza. “Todo el mundo está muy tenso actualmente” dice Frankie, “odio la arrogancia de las bandas que piensan que sus emociones mezquinas son interesantes. Si miras a las bandas de hace 25 años, la gente tiene sonrisas en sus caras. Estamos trayendo esto de nuevo”.
Una reseña de un concierto suyo señaló: “el excepcional espíritu de un grandioso showman-vocalista arquetípico vive dentro de Hawkins. Posee una fenomenal voz (en parte tipo Bon Scott, en parte Freddie Mercury y en parte Luciano Pavarotti), se jacta y posa por todo el estadio, mientras los miembros del grupo despiden energía eléctrica y ritmos vigorosos”. Otra reseña: “Verdaderas estrellas. Tan originales que pueden hacer desaparecer el aroma de apatía y de insipidez que se multiplica por nuestro país, gracias a una banda que nos dio rock con tanta fuerza que tuvimos que seguirlos”.

### Permission to Land
Hace un tiempo atrás, nadie daba un peso por este grupo, a tal punto que ellos mismos tuvieron que costearse la grabación de su primer disco Permission to Land. Ahora tienen una multinacional apoyándolos y eso ciertamente ha acrecentado el mito que se está tejiendo alrededor de los hermanos Hawkins y compañía, quienes el 17 de febrero de 2004 acapararon la atención de la prensa al recibir tres estatuillas en los Brit Awards.
El disco comienza con “Black shuck”, una de las canciones más potentes del disco con un riff al más puro estilo de Angus Young. En “Growing on me”, Justin descansa un poco de los falsetes, que sólo aparecen a ratos, y pudiendo disfrutarse de como suena su voz normal. Luego viene el gran éxito mundial “I Believe In A Thing Called Love”, comercialmente llamativo, que en distintos momentos puede llegar a interpretar como Queen. [cita requerida] “Love is only a feeling” es una balada que tiene una melodía llena de contrastes y que se pasea por un amplio registro. Los punteos de la guitarra sobresalen mucho y eso mezclado con los coros da un resultado muy interesante. “Givin´ up”, con su cansador estribillo, y “Stuck in a rut” son los temas más débiles del disco. “Holding my own” es una clásica balada roquera. La melodía, la guitarra y los coros interactúan y se intercalan en una estructura dramática que recuerda a los mejores ejemplos del género. Una canción muy hermosa.
En suma, Permission to land, es un disco con unas armonías y un sonido muy típico del metal ochentero, guitarras que recuerdan a  Aerosmith, Kiss y AC/DC, y unos falsetes teatrales que evocan de alguna manera al incomparable Freddie Mercury.

### One Way Ticket to Hell...And Back
A diferencia de su álbum debut, mucho más excesivo y caricaturesco, este álbum se perfila como un trabajo más logrado y estructurado, pensado en cada paso de su construcción. Nos sorprende el cantante Justin Hawkins con su voz, para nada limitada, pero mucho más controlada en impulsos, ha aprendido a modularla y así controlar sus registros.
En los nuevos sonidos ahora podemos encontrar pianos y sintetizadores, o elementos menos comunes como sitares, triángulos, panderetas o un flautista peruano en la particular intro del disco.
Y es con todos estos cambios que el grupo pretende presentarse a medios y público como algo menos divertido que en su debut, y lograr así una imagen mucho más respetable, para llegar a posicionarse como una banda duradera en el tiempo.
Es decir verdad que cada uno de los temas incluidos es una gran éxito en potencia. Y todo comienza con “One Way Ticket”, un específico corte con un derrumbante riff guitarrero. Y nos sorprende con el falsete operístico y muy exagerado y un estribillo simple que manifiesta la base del rock’n’roll.
El disco ha sido producido por el productor Roy Thomas Baker (Queen, The Rolling Stones, David Bowie, The Who)

### La salida de Justin Hawkins
Según ha revelado el diario británico The Sun, el vocalista Justin Hawkins se ha marchado rápidamente de The Darkness tras abandonar el centro de rehabilitación para poder continuar su tratamiento contra las drogas. La banda seguirá adelante con el bajista Richie Edwards como vocalista.
En una entrevista con este diario, Hawkins ha hablado sinceramente sobre su batalla con el alcohol y las drogas. Hawkins asegura haberse gastado más de 150.000 libras (unos 225.000 Euros) en cocaína a lo largo de los últimos tres años. Según Classic Rock, Hawkins le dijo a The Sun que “One way ticket to hell ...and back” (el último disco de la banda) “es, por supuesto, autobiográfico”. Hawkins comenta que “estaba consumiendo hasta cinco gramos de cocaína al día, lo que me costaba unas 1000 libras a la semana, a veces incluso más. Solía estar despierto hasta cuatro días seguidos con coca y alcohol. Ello afectó cada una de mis decisiones. Todo estaba decidido en función de que debía tomar cocaína en algún momento. Pedía que fuéramos los primeros en una entrega de premios para poder seguir con mi alcoholización y mi drogadicción”.
En agosto, Hawkins canceló un festival en Dinamarca y se metió en un centro de rehabilitación. “Me metí ahí, y me deshice”, ha declarado Hawkins a The Sun. Ahora Hawkins está dando los primeros pasos para su recuperación y disfrutando de una vida tranquila con su novia, Sue Whitehouse, mánager de The Darkness. Respecto a su decisión de abandonar la banda, Justin ha dicho que “me siento mal por los otros chicos de la banda. Será un golpe duro. Pero es el momento para cambiar. Sería peligroso para mi recuperación seguir en la banda. No le echo la culpa a la banda de mi problema – soy un adicto. Hay gente que puede estar en bandas y mantenerse limpio, pero yo no soy uno de ellos”.
Hawkins declaró también que tuvo en mente irse de The Darkness el año pasado antes de la gira mundial de la banda, pero que quiso seguir antes de meterse a rehabilitación. Hawkins dice que ahora se concentrará en hacer un disco en solitario y escribir música para películas.

## Stone Gods, Nuevo Comienzo

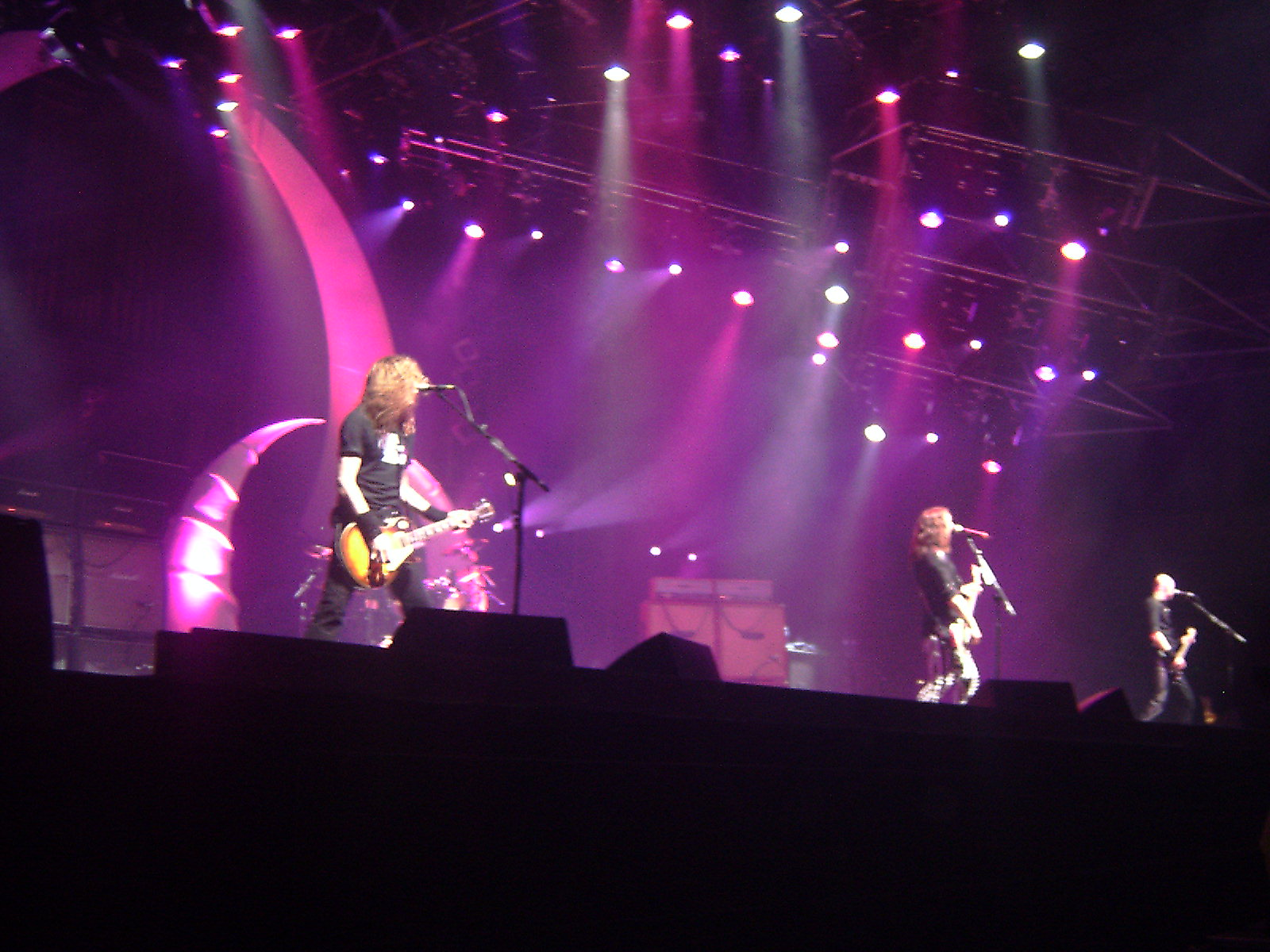
Darkness en 2006

El 14 de diciembre de 2006, se informó por Yahoo! News que Richie Edwards seguirá adelante con la banda como nuevo líder del grupo, y el nuevo componente Toby MacFarlaine tomará el bajo. En las entradas del blog en MySpace, Richie Edwards, Dan Hawkins y Ed Graham dijeron que ellos habían empezado la grabación de un nuevo álbum con Toby McFarlaine y el cambio oficial de nombre.
El 2 de marzo de 2007, en la página oficial y sus entradas al Myspace fueron bruscamente cambiadas mostrando una nueva imagen, nuevas influencias musicales y un nuevo nombre que aún no se conocía.
El grupo lanzó su disco 'Silver Spoons & Broken Bones' a principios de verano del 2008, llegando al puesto 67. Se lanzaron tres sencillos del disco aparte del EP que lanzaron a principios de año. Los sencillos elegidos, fueron: Don't Drink The Watter, Knight of a Living Dead y Start of Something.
Cada sencillo vino con material inédito, al igual que con los sencillos de The Darkness.
Tras el lanzamiento del disco y unos pocos conciertos, el batería original y miembro de The Darkness abandonó la banda supuestamente por problemas físicos. Aunque tiempo después aseguró que lo echaron. Stone Gods siguió la gira con un nuevo batería llamado Robin.
Finalizada la gira, empezaron a grabar su segundo disco, el cual estaba a punto al finalizar el año 2009. Sin embargo el disco no llegaría... a finales de 2010 y sin ninguna noticia al respecto de ellos en un año, su bajista anunciaba por Twitter que Stone Gods se encontraba en "hiatus", o lo que es mejor, en parada.
Las razones al parecer fue la propia banda The Darkness, que al parecer se reformarían para 2011 para hacer una gira de nuevo y posible nuevo material. Dan Hawkins lo confirmó en una conferencia, pero aún estamos esperando anuncio oficial.

## Hot Leg, la otra cara de la moneda
Mientras Stone Gods realizaba su gira de su debut, Justin Hawkins anunciaba una nueva banda para finales de 2008, la llamada Hot Leg.
En octubre de 2008 realizaban 4 conciertos por Londres y editaban su primer tema: Trojan Guitar. Para finales de año, lanzaban otro sencillo: I've Met Jesus. Y finalmente en febrero se lanzaba su debut, llamado: Red Light Fever.
La discográfica que se encargó de editarlo fue una hecha por el propio Justin: Barbecue Records. Que a pesar de que esperaba tener mucho éxito, realmente vendió menos que el debut de Stone Gods, y tan solo llegó al puesto 81. Se lanzó otro sencillo: Cocktails.
La banda realizó una gira desde marzo a finales del verano de 2009, asistiendo bastante público. Pero Justin no estaba contento con la repercusión de la banda y a finales de año tras un concierto en el que se le vio lucir bigote, puso a Hot Leg también en parada y se despidió a sí mismo por su discográfica.
Durante el 2010, Justin hizo innumerables colaboraciones con otros artistas, como Meat Loaf, Adam Lambert...y a finales de año, tras la noticia del regreso de The Darkness en 2011, se supone que se encuentra ensayando y componiendo nuevo material para la ansiada gira de regreso de The Darkness en 2011.

## The Darkness, se reúne
Empezaron los rumores a finales del 2010 después de que se dijera que Dan Hawkins había dado una conferencia en una universidad y lo había confirmado. Ed Graham, el batería original de The Darkness había anunciado su última actuación con su banda KFB, y el resto de sus integrantes confirmaron que se iba por regresar a The Darkness. El bajista original de The Darkness empezó a dar evidencias de que la banda se reunía en su Facebook tras comentar sobre los rumores: "posiblemente, así sea..." Justin puso en su página de Twitter un video de The Darkness y comentó que se encontraba en un estudio de ensayos.
Una página de Facebook oficial de The Darkness seguida de una web y Twitter oficial se abrieron en enero/febrero del 2011 confirmando el regreso. A la vez que Justin confirmaba que tendríamos noticias de The Darkness muy pronto en su Twitter, la web oficial quedaba abierta al público diciendo que tendríamos más noticias dentro de poco, y en donde se podía comprar ya una camiseta del grupo.
El 15 de marzo de 2011 se anunciaba el regreso definitivo de la banda, con la alineación original. También anunciaban su participación en el festival Download el 10 de junio, junto a Def Leppard, y la grabación del tercer disco de la banda, empezaría en abril.
La banda confirma a finales de marzo que se encuentran en los Cafe Studios, componiendo su tercer disco. Además, confirman más festivales para verano, entre los cuales, estaría Sonisphere en Madrid. Actuarían el viernes 15 de julio, junto a Slash como cabezas de cartel.
A mediados de mayo, la banda confirma 3 conciertos en Londres antes de su regreso oficial en el festival Download, serían tres conciertos para calentar para el festival. El primero de ellos, que sería en Norwich, se agotaron las entradas la misma mañana que se pusieron en venta, y el segundo, también se agotaron a los pocos días antes del concierto. Además, Justin confirmaba en una entrevista que habría nuevo disco y gira mundial en el 2012.

## 2012: Hot Cakes
En 2012 fueron seleccionados para ser teloneros de Lady Gaga en la gira The Born This Way Ball Tour, en parte de su recorrido por Europa y toda la fase de Latinoamérica en países como México, Puerto Rico, Colombia, Paraguay, Argentina, Brasil, Chile, Costa Rica y Perú, dicha gira considerada una ópera-pop electro-metal.
En febrero lanzan el primer sencillo de adelanto del nuevo material de estudio que trabajan durante los tiempos libres que tienen entre las giras, llamado Nothing's Gonna Stop Us. Se lanza de manera digital y gratuita desde su web oficial, El álbum se hace titular Hot Cakes, y es anunciado para lanzarse el 20 de agosto del presente año. El disco ha sido producido por Justin Hawkins y Dan Hawkins, junto a su colaborador Nick Brine, y es mezclado por Bob Erzin.
El 29 de mayo, sin previo aviso se lanza el segundo sencillo de adelanto del disco: 'Every Inch Of You', de descarga digital en amazon e iTunes. Cabe destacar que el álbum contiene la versión de Radiohead, Street Spirit. El tema Cannonball es lanzado en la versión extendida, dicho tema se había interpretado anteriormente sin lanzarse de manera oficial. Justin ha dicho que la banda ya está trabajando en nuevo material para el seguimiento de "Hot Cakes", e incluso se apunta para un lanzamiento 2014, Clips de YouTube cortos fueron puestos en libertad en su canal mostrando su grabación en el taller creado.El 25 de noviembre de 2013, lanzaron un nuevo sencillo llamado The Horn.

## 2015: The Last of our Kind
The Darkness volvió al estudio y anunciaron su nuevo álbum para el 27 de mayo de 2015. Lamentablemente, el baterista Ed Graham dejó la banda por motivos desconocidos rumoreándose problemas de salud. Fue sustituido en un principio por la baterista Emily Dolan Davies y posteriormente y definitivamente hasta la fecha por Rufus Taylor, hijo del legendario Roger Taylor de Queen. Tras la partida de Emily Dolan Davies de la banda, The Darkness actuó en vivo por primera vez con el actual baterista Rufus Taylor, en una fiesta de lanzamiento del álbum, organizada para los fanáticos en el Gibson Guitar Studio de Londres el 23 de abril. 
La primera canción revelada del álbum fue "Barbarian", que fue lanzada el 23 de febrero al mismo tiempo que el anuncio oficial del álbum. El segundo sencillo promocional del álbum, "Open Fire", se estrenó el 23 de marzo, seguido de un lanzamiento oficial de la lista el 25 de mayo de 2015. Un tercer sencillo, "Last of Our Kind", fue lanzado el 29 de julio, acompañado de un video promocional en el estudio, que presenta a la banda junto a un número selecto de fanáticos. El álbum fue relanzado el 20 de noviembre de 2015, con una versión alternativa con temas navideños y cuatro temas adicionales que incluyen los sencillos "Million Dollar Strong" y "I Am Santa". 
El disco tuvo gran éxito, llegando al número 1 en las listas UK Rock Chart y número 2 en US Top Hard Rock Albums Billboard.

## 2017: Pinewood Smile
The Darkness anuncian su quinto álbum de estudio para el 6 de octubre de 2017. Anteriormente se lanzaron el primer sencillo del álbum, 21 de julio "All the Pretty Girls". Otros tres sencillos del álbum: "Solid Gold" y "Southern Trains" [2] [3] también fueron prelanzados del álbum el 18 de agosto y el 25 de septiembre, respectivamente, con "Happiness" después del lanzamiento del álbum el 24 de noviembre.
Pinewood Smile recibió críticas generalmente positivas de críticos de música. En Metacritic, que asigna una calificación promedio ponderada de 100 a las reseñas de los críticos principales, el álbum recibió una puntuación promedio de 71 basada en 7 reseñas

## 2019: Easter is Cancelled
El sexto y último álbum de estudio hasta la fecha se publicará el 4 de octubre de 2019. El grupo ha publicado en su canal oficial de Youtube los dos primeros sencillos, el 6 de agosto "rock and roll deserves to die" y el 16 de agosto "Heart Explodes".

## Integrantes del grupo
- Justin Hawkins - voz, guitarra, sintetizador y piano
- Frankie Poullain - bajo
- Dan Hawkins - guitarra
- Rufus Tiger Taylor - batería

Ex integrantes
- Richie Edwards - bajo (2005-2006)
- Ed Graham - Batería (2000 - 2014)
- Emily Dolan Davies - batería (2015)

## Discografía

### Álbumes
1. Permission to Land (2003)
2. One Way Ticket to Hell ...And Back (2005)
3. Hot Cakes (2012)
4. Last Of Our Kind (2015)[5]
5. Pinewood Smile (Limited Edition)[6] (2017)
6. the darkness live at hammersmith (2018)
7. Easter is cancelled (2019)
8. Motorheart (2021)
9. Dreams On Toast (2025)

### EP
1. I Believe in a Thing Called Love EP (2002)
2. Girlfriend EP (2005)

### Sencillos
| Año  | Título                                     | UK Singles Chart | Irish Singles Chart | Mainstream Rock | Modern Rock | AUS | Certificación | Álbum                              |
| ---- | ------------------------------------------ | ---------------- | ------------------- | --------------- | ----------- | --- | ------------- | ---------------------------------- |
| 2003 | «Get Your Hands Off My Woman»              | 43               | —                   | —               | —           | —   |               | Permission to Land                 |
| 2003 | «Growing On Me»                            | 11               | 42                  | 40              | 31          | 46  |               | Permission to Land                 |
| 2003 | «I Believe In A Thing Called Love»         | 2                | 5                   | 23              | 9           | 40  | 200 000       | Permission to Land                 |
| 2003 | «Christmas Time (Don't Let the Bells End)» | 2                | 2                   | —               | —           | —   | 400 000       | Permission to Land                 |
| 2004 | «Love Is Only a Feeling»                   | 5                | 10                  | —               | —           | 35  |               | Permission to Land                 |
| 2005 | «One Way Ticket»                           | 8                | 22                  | —               | —           | 36  |               | One Way Ticket to Hell ...And Back |
| 2006 | «Is It Just Me?»                           | 8                | 36                  | —               | —           | 39  |               | One Way Ticket to Hell ...And Back |
| 2006 | «Girlfriend»                               | 39               | 40                  | —               | —           | —   |               | One Way Ticket to Hell ...And Back |
| 2012 | «Nothing's Gonna Stop Us»                  | —                | —                   | —               | —           | —   |               | Hot Cakes                          |
| 2012 | «Every Inch Of You»                        | —                | —                   | —               | —           | —   |               | Hot Cakes                          |
| 2012 | «Everybody Have A Good Time»               | —                | —                   | —               | —           | —   |               | Hot Cakes                          |

### Recopilatorios
1. The B-Sides Collection (2006)
2. The Darkness: the Platinum Collection  (2008)

## Premios

### 2003
- Kerrang! Awards por Mejor álbum (Permission To Land) y Mejor actuación en vivo
- Metal Hammer 'Golden God' por Mejor Single (Get Your Hands Off My Woman)
- Mercury Music Prize nomination por Álbum del año (Permission To Land)

### 2004
- Kerrang! Awards por Mejor banda británica y Mejor actuación en vivo
- Metal Hammer 'Golden God' por Mejor video (Love Is Only A Feeling)
- BASCA Ivor Novello Award por Compositor del año
- Brit Awards por Mejor Actuación Rock Británica, Mejor Grupo de Rock Británico y Mejor álbum (Permission To Land)
- MTV Europe Music Awards por Mejor MTV2 UK & Ireland Act
- IFPI Platinum Europe Award – por vender más de 1,000,000 en Europa (Permission To Land)
- Nordoff-Robbins Tartan Clef – T In The Park Best Live Performance
- Elle Style Award – Most Stylish Band
- Meteor Ireland Music Award por Mejor álbum (Permission To Land)
- Smash Hits! Pollwinners' Party – Mejor premio de rock
- RIAA Digital Sales Certifications Gold Award por 100,000 descargas (I Believe In A Thing Called Love)
- European Border Breakers Award – por el debut de álbum en Europa que logran las ventas más buenas fuera de su país en el 2003 – notado por MIDEM 2004 (Permission To Land)

### 2005
- ASCAP Award por uno del Most Performed Works en USA por a PRS miembro en 2004 (I Believe In A Thing Called Love)
- Grammy Award* Mejor Canción De Rock Girlfriend

### 2006
- MTV Australia Video Music Awards por Mejor Video de Rock (One Way Ticket)